# Eupterote flavida
Eupterote flavida är en fjärilsart som beskrevs av Moore 1884. Eupterote flavida ingår i släktet Eupterote och familjen Eupterotidae. Inga underarter finns listade i Catalogue of Life.